# Giovanna Epis
Giovanna Epis (Venezia, 11 ottobre 1988) è una maratoneta e mezzofondista italiana.

## Biografia
Giovanna Epis ha iniziato a praticare l'atletica leggera quando frequentava le scuole medie con la Venezia Runners Atletica Murano. Nel 2007 ha vestito per la prima volta i colori del Gruppo Sportivo Forestale. Nel 2013 si è trasferita dalla sua Venezia a Legnano per essere seguita da Ruggero Grassi; dal 2017 è invece allenata da Giorgio Rondelli nella squadra del Centro Sportivo Carabinieri.
Ha vestito in diverse occasioni la maglia azzurra della nazionale italiana e nel 2020 si è diplomata campionessa italiana assoluta di maratona. Il 7 agosto 2021 partecipa alla maratona olimpica di Tokyo 2020, disputatasi a Sapporo, dove conclude al 32º posto in 2h35'09".

## Progressione

### 3000 metri piani
| Stagione | Tempo   | Luogo   | Data      | Rank. Mond. |
| -------- | ------- | ------- | --------- | ----------- |
| 2020     | 9'36"29 | Milano  | 19-7-2020 |             |
| 2018     | 9'36"61 | Milano  | 18-4-2018 |             |
| 2014     | 9'48"08 | Nembro  | 11-7-2014 |             |
| 2013     | 9'49"46 | Nembro  | 3-7-2013  |             |
| 2011     | 9'29"40 | Ponzano | 8-7-2011  |             |
| 2010     | 9'32"81 | Scorzè  | 8-5-2010  |             |
| 2009     | 9'42"54 | Trento  | 29-8-2009 |             |
| 2008     | 9'42"68 | Trento  | 30-8-2008 |             |
| 2007     | 9'44"82 | Trento  | 7-8-2007  |             |

### 5000 metri piani
| Stagione | Tempo    | Luogo    | Data      | Rank. Mond. |
| -------- | -------- | -------- | --------- | ----------- |
| 2021     | 16'16"98 | Milano   | 24-4-2021 |             |
| 2019     | 16'07"18 | Milano   | 26-4-2019 |             |
| 2016     | 16'48"81 | Trento   | 20-7-2016 |             |
| 2014     | 16'58"62 | Ponzano  | 4-7-2014  |             |
| 2011     | 16'27"97 | Rieti    | 15-6-2011 |             |
| 2010     | 16'28"39 | Pescara  | 19-6-2010 |             |
| 2009     | 17'00"51 | Lignano  | 30-5-2009 |             |
| 2008     | 16'52"14 | Cagliari | 20-7-2008 |             |
| 2007     | 17'10"98 | Trento   | 2-6-2007  |             |
| 2006     | 17'20"23 | Rieti    | 22-7-2006 |             |

### 10000 metri piani
| Stagione | Tempo    | Luogo           | Data      | Rank. Mond. |
| -------- | -------- | --------------- | --------- | ----------- |
| 2021     | 33'02"23 | Birmingham      | 5-6-2021  |             |
| 2020     | 33'16"47 | Vittorio Veneto | 27-9-2020 |             |
| 2019     | 32'59"16 | Londra          | 6-7-2019  |             |
| 2018     | 33'14"71 | Londra          | 19-5-2018 |             |
| 2017     | 34'53"25 | Roma            | 13-5-2017 |             |
| 2014     | 34'28"62 | Ferrara         | 17-5-2014 |             |
| 2012     | 34'12"62 | Terni           | 6-5-2012  |             |
| 2011     | 33'44"01 | Rieti           | 17-4-2011 |             |
| 2010     | 33'56"20 | Marsiglia       | 5-6-2010  |             |
| 2009     | 35'27"72 | Rieti           | 26-4-2009 |             |

### Mezza maratona
| Stagione | Tempo    | Luogo     | Data       | Rank. Mond. |
| -------- | -------- | --------- | ---------- | ----------- |
| 2020     | 1h11'14  | Gdynia    | 17-10-2020 |             |
| 2019     | 1h11'44" | Valencia  | 27-10-2019 |             |
| 2018     | 1h12'27" | Valencia  | 24-3-2018  |             |
| 2017     | 1h13'37" | Udine     | 17-9-2017  |             |
| 2016     | 1h14'46" | Fucecchio | 6-3-2016   |             |
| 2015     | 1h15'24" | Milano    | 29-3-2015  |             |
| 2014     | 1h14'46" | Cremona   | 19-10-2014 |             |
| 2011     | 1h13'02" | Cremona   | 16-10-2011 |             |
| 2010     | 1h15'22" | Grosseto  | 26-9-2010  |             |
| 2009     | 1h18'27" | Orléans   | 18-10-2009 |             |

### Maratona
| Stagione | Tempo    | Luogo         | Data       | Rank. Mond. |
| -------- | -------- | ------------- | ---------- | ----------- |
| 2023     | 2h23'46" | Amburgo       | 23-04-2023 |             |
| 2022     | 2h23'54" | Valencia      | 04-12-2022 |             |
| 2021     | 2h25'20" | Valencia      | 06-12-2021 |             |
| 2020     | 2h28'03" | Reggio Emilia | 13-12-2020 |             |
| 2019     | 2h29'11" | Rotterdam     | 7-4-2019   |             |
| 2018     | 2h29'41" | Siviglia      | 25-2-2018  |             |
| 2017     | 2h32'31" | Amsterdam     | 15-10-2017 |             |
| 2016     | 2h35'37" | Francoforte   | 30-10-2016 |             |
| 2015     | 2h39'28" | Firenze       | 29-11-2015 |             |

## Palmarès
| Anno | Manifestazione             | Sede     | Evento         | Risultato | Prestazione | Note                                     |
| ---- | -------------------------- | -------- | -------------- | --------- | ----------- | ---------------------------------------- |
| 2009 | Europei U23                | Kaunas   | 10000 m piani  | 17ª       | 36'45"18    |                                          |
| 2011 | Universiadi                | Shenzhen | 10000 m piani  | 7ª        | 35'46"28    |                                          |
| 2018 | Mondiali di mezza maratona | Valencia | Mezza maratona | 40ª       | 1h12'27"    | Miglior prestazione personale            |
| 2019 | Mondiali                   | Doha     | Maratona       | dnf       | dnf         |                                          |
| 2020 | Mondiali di mezza maratona | Gdynia   | Mezza maratona | 36ª       | 1'11"14     | Miglior prestazione personale            |
| 2021 | Giochi olimpici            | Tokyo    | Maratona       | 32ª       | 2h35'09"    | Miglior prestazione personale stagionale |
| 2022 | Giochi del Mediterraneo    | Orano    | Mezza maratona | Oro       | 1h13'47"    |                                          |
| 2022 | Europei                    | Monaco   | Maratona       | 5ª        | 2h29'26     | Miglior prestazione personale stagionale |
| 2023 | Mondiali                   | Budapest | Maratona       | 12ª       | 2h29'10"    |                                          |
| 2024 | Giochi olimpici            | Parigi   | Maratona       | 67ª       | 2h38'26"    |                                          |

## Campionati nazionali
- 1 volta campionessa nazionale assoluta di maratona (2020)
- 2 volta campionessa nazionale juniores dei 5000 m piani (2006, 2007)
- 1 volta campionessa nazionale juniores indoor dei 1500 m piani (2007)

2006
- Bronzo ai campionati italiani juniores indoor, 1500 m piani - 4'45"51
- Oro ai campionati italiani juniores, 5000 m piani - 17'20"23

2007
- Oro ai campionati italiani juniores indoor, 1500 m piani - 4'42"05
- Oro ai campionati italiani juniores, 5000 m piani - 17'39"93
- 11ª ai campionati italiani assoluti, 5000 m piani - 17'38"32
- Argento ai campionati italiani juniores di corsa campestre - 21'04"

2008
- Bronzo ai campionati italiani promesse indoor, 1500 m piani - 4'36"39
- 9ª ai campionati italiani assoluti indoor, 1500 m piani - 4'35"69
- 8ª ai campionati italiani assoluti indoor, 3000 m piani - 9'48"33
- 13ª ai campionati italiani assoluti, 5000 m piani - 16'52"14

2009
- Argento ai campionati italiani promesse indoor, 1500 m piani - 4'32"36
- 6ª ai campionati italiani assoluti indoor, 1500 m piani - 4'33"62
- 6ª ai campionati italiani assoluti indoor, 3000 m piani - 10'00"93
- 7ª ai campionati italiani promesse, 1500 m piani - 4'41"2
- Bronzo ai campionati italiani under 23, 5000 m piani - 17'01"48
- 8ª ai campionati italiani assoluti, 5000 m piani - 17'04"54
- 19ª ai campionati italiani di corsa campestre - 29'56"

2010
- Argento ai campionati italiani promesse indoor, 1500 m piani - 4'35"91
- 7ª ai campionati italiani assoluti di mezza maratona - 1h16'42"
- Argento ai campionati italiani promesse, 5000 m piani - 16'28"39
- Bronzo ai campionati italiani assoluti, 10000 m piani - 34'19"37
- 11ª ai campionati italiani assoluti di 10 km su staa - 34'43"
- Argento ai campionati italiani di corsa campestre - 30'54"

2011
- 4ª ai campionati italiani assoluti, 10000 m piani - 33'44"78
- 4ª ai campionati italiani assoluti di 10 km su strada - 34'26"
- 4ª ai campionati italiani assoluti di mezza maratona - 1h13'02"

2012
- 5ª ai campionati italiani assoluti, 10000 m piani - 34'12"62
- 21ª ai campionati italiani assoluti di 10 km su strada - 39'06"

2013
- Gara non terminata in finale ai campionati italiani assoluti, 10000 m piani
- 8ª ai campionati italiani assolti dei 10 km - 34'30"

2014
- Bronzo ai campionati italiani assoluti, 10000 m piani - 34'28"62

2016
- Bronzo ai campionati italiani assoluti di mezza maratona - 1h14'46"
- 10ª ai campionati italiani assoluti dei 10 km - 5'06"

2017
- 5ª ai campionati italiani assoluti, 10000 m piani - 34'53"25

2019
- Argento ai campionati italiani assoluti, 10000 m piani - 33'28"75
- Argento ai campionati italiani assoluti dei 10 km - 33'17"

2020
- Argento ai campionati italiani assoluti di mezza maratona - 1h12'13"
- Bronzo ai campionati italiani assoluti, 10000 m piani - 33'16"47
- Oro ai campionati italiani assoluti di maratona - 2h28'03"

## Altre competizioni internazionali
2010
- 24ª alla Coppa Europa dei 10000 metri ( Marsiglia) - 33'56"20

2011
- 12ª alla BOclassic ( Bolzano), 5 km - 17'15"

2012
- 12ª alla Roma-Ostia ( Roma), mezza maratona - 1h13'42"

2013
- 10ª alla BOclassic ( Bolzano), 5 km - 17'10"

2014
- 13ª alla Coppa Europa dei 10000 metri ( Skopje) - 35'20"71
- 15ª alla BOclassic ( Bolzano), 5 km - 17'26"

2015
- 10ª alla Stramilano ( Milano), mezza maratona - 1h15'24"
- 5ª alla maratona di Firenze ( Firenze) - 2h39'28"

2016
- 7ª alla Stramilano ( Milano), mezza maratona - 1h14'52"
- 4ª alla maratona di Roma ( Roma) - 2h38'20"
- 11ª alla maratona di Francoforte ( Francoforte sul Meno) - 2h35'37"

2017
- 5ª alla Stramilano ( Milano), mezza maratona - 1h14'22"
- 6ª alla Milano City Marathon ( Milano) - 2h34'13"
- 9ª alla maratona di Amsterdam ( Amsterdam) - 2h32'31"
- 8ª alla BOclassic ( Bolzano), 5 km - 16'58"

2018
- 6ª alla maratona di Siviglia ( Siviglia) - 2h29'41"
- 4ª alla Coppa Europa dei 10000 metri ( Londra) - 33'14"71
- 10ª alla mezza maratona di Lisbona ( Lisbona) - 1h12'49
- 6ª  alla BOclassic ( Bolzano), 5 km - 16'40"

2019
- 6ª alla maratona di Rotterdam ( Rotterdam) - 2h29'11"
- 10ª alla Mezza maratona di Valencia ( Valencia) - 1h11'44"
- 5ª alla Coppa Europa dei 10000 metri ( Londra) - 32'59"16
- 11ª alla BOclassic ( Bolzano), 5 km - 16'40"

2020
- 7ª alla BOclassic ( Bolzano), 10 km - 34'13"

2021
- 15ª alla Coppa Europa dei 10000 metri ( Birmingham) - 33'02"23

2022
- 12ª alla Coppa Europa dei 10000 metri ( Pacé) - 32'34"01
- Oro alla Stramilano ( Milano) - 1h11'46"

2023
- 6ª alla Stramilano ( Milano) - 1h12'01"

2024
- 12ª alla BOclassic ( Bolzano) - 17'01"